# Ryszard Stoch
Ryszard Stoch (ur. 24 marca 1962 w Dobczycach) – polski lekkoatleta, specjalizujący się w biegu na 400 m przez płotki, wielokrotny mistrz Polski.

## Osiągnięcia
Wystąpił w biegu na 400 m przez płotki w finale Pucharu Europy w 1985 w Moskwie, zajmując 7. miejsce.
Był mistrzem Polski na 400 m przez płotki w  1985, 1986, 1987 i 1989 oraz w sztafecie 4 × 400 m w 1983, 1985, 1986 i 1987, wicemistrzem w sztafecie 4 × 400 m w 1989 i brązowym medalistą na 400 m przez płotki w 1983. W 1989 został międzynarodowym mistrzem Izraela w biegu na 400 metrów przez płotki. Był zawodnikiem Wawelu Kraków.

## Rekordy życiowe
- bieg na 200 metrów – 21,79 s. (17 maja 1985, Warszawa)[4]
- bieg na 400 metrów – 47,57 s. (17 sierpnia 1986, Warszawa)[4][5]
- bieg na 400 metrów przez płotki – 49,93 s. (28 czerwca 1986, Grudziądz)[4][6] – 10. wynik w historii polskiej lekkoatletyki[7]